# Aerocardal
Aerocardal ist eine private chilenische Fluggesellschaft, die ihren Sitz am Flughafen Santiago de Chile hat. Sie führt vor allem Geschäftsflugverkehr, aber auch Charterflüge durch.

## Geschichte
Die Fluggesellschaft wurde 1991 gegründet und ist heute die drittgrößte chilenische Privatairline.

## Flotte
Die Flotte besteht im Juli 2022 aus folgenden Flugzeugen:

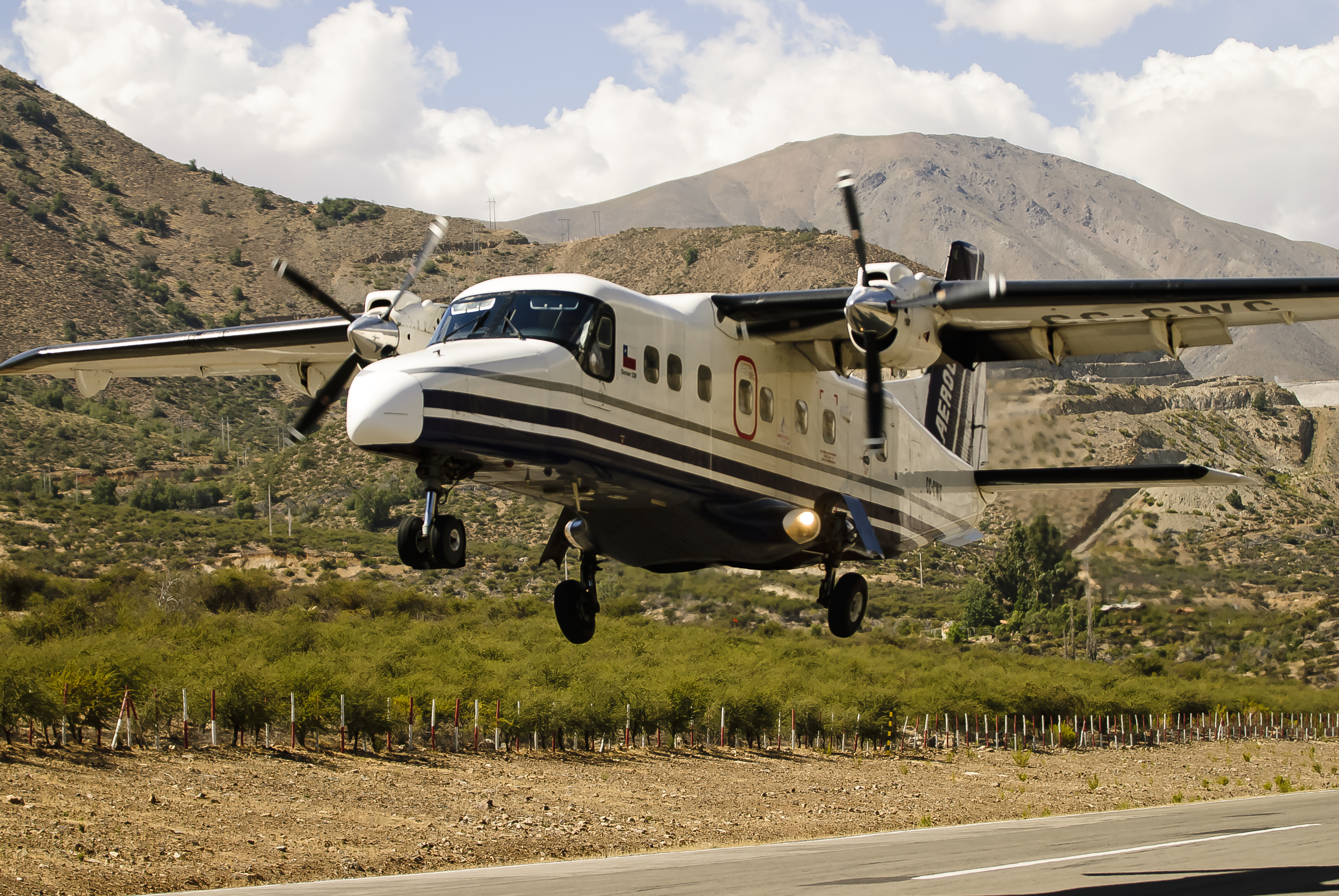
Dornier 328 der Aerocardal

- 3 Dornier 228 (1x 101; 1x 201; 1x 201)
- 2 Cessna S550 Citation
- 2 Gulfstream G150
- 1 IAI Gulfstream G280
- 1 Piper PA-31T Cheyenne I/II
- 1 Cirrus SR22
- 1 Pilatus PC-12
- 1 Pilatus PC-24
- 1 Bölkow Bo 105 (Hubschrauber)[3]

### Ehemalige Flugzeugtypen
Im Oktober 2014 wurden die letzten zwei Dornier 328-110 (CC-ACG und CC-AEY) außer Dienst gestellt.